# Erethizon dorsatum
O Erethizon dorsatum é uma espécie de roedor da família Erethizontidae. É a única espécie do gênero Erethizon. Pode ser encontrado na América do Norte, donde o nome porco-espinho-norte-americano.